# Navagallega
Navagallega es una localidad y una entidad local menor española perteneciente al municipio de Membribe de la Sierra, en la provincia de Salamanca, comunidad autónoma de Castilla y León.

## Geografía
Se integra dentro de la comarca de Guijuelo y la subcomarca de Entresierras (Alto Alagón).

## Historia
Con la creación de las actuales provincias en 1833, Navagallega, entonces aún municipio, quedó integrado en la provincia de Salamanca, dentro de la Región Leonesa, pasando a formar parte del municipio de Membribe de la Sierra antes del censo de 1857. En el censo de 1842 contaba con 104 habitantes y 22 hogares.

## Monumentos de interés

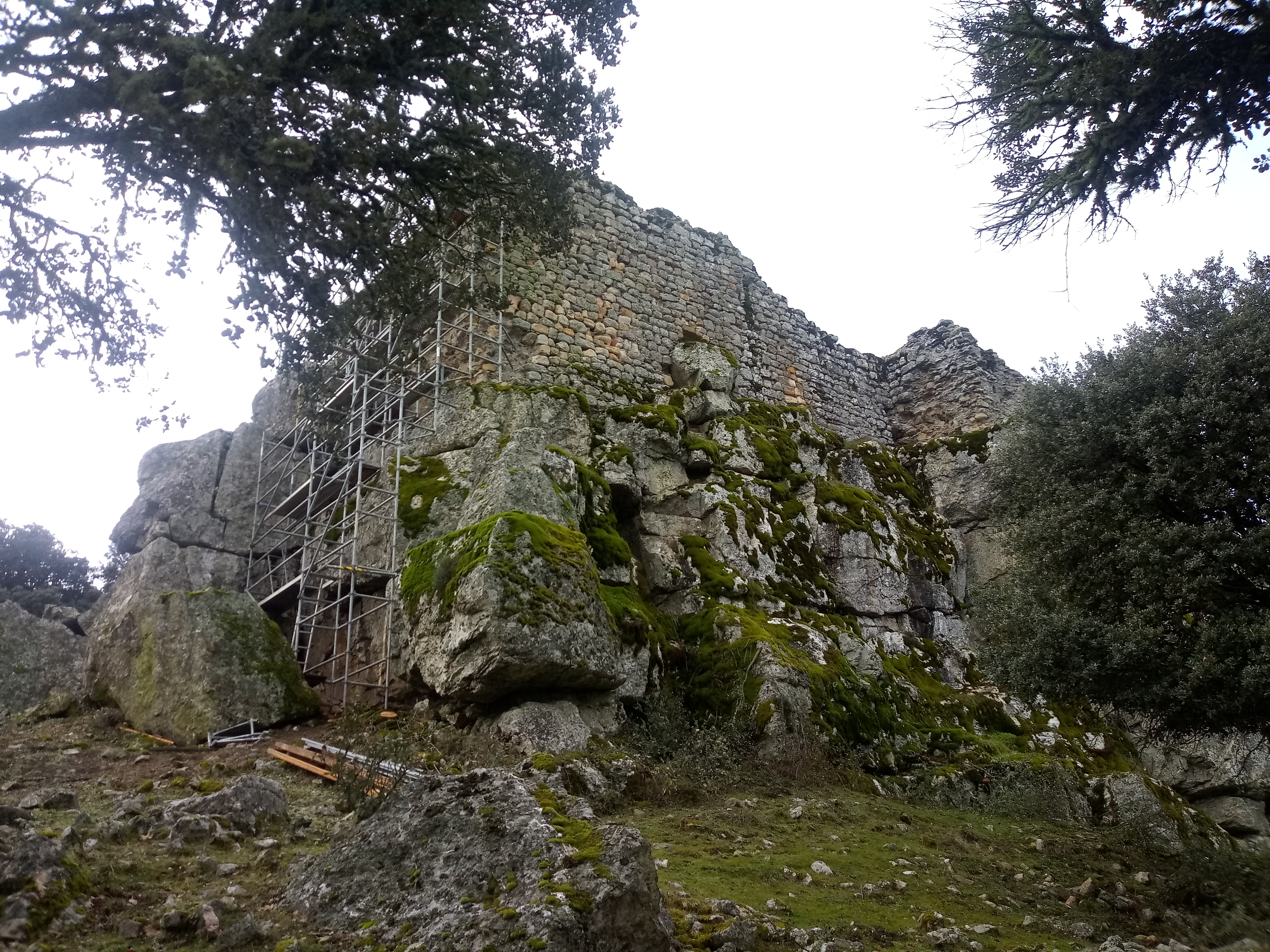
Castillo de Santa Cruz

- Castillo de Santa Cruz, en estado de ruina, la historiografía lo considera como un castillo altomedieval fruto de la reconstrucción de una anterior fortificación romana. En todo caso, formaba un conjunto defensivo con la cercana Peña del Rey a principios del siglo X, al haber sido una de las fortalezas reconstruidas en este siglo por el rey Ramiro II de León.[7]

- Iglesia Parroquial de Nuestra Señora de las Nieves, de origen tardorrománico, actualmente se conserva en buen estado.

## Demografía
En 2017 contaba con una población de 55 habitantes, de los cuales 33 son varones y 22 mujeres (INE 2017).
| Gráfica de evolución demográfica de Navagallega entre 2000 y 2017                        |
|                                                                                          |
| Fuente: Instituto Nacional de Estadística de España - Elaboración gráfica por Wikipedia. |